# Grok
Grok é um chatbot conversacional de inteligência artificial generativa desenvolvido pela xAI, baseado em modelos de linguagem de grande escala (LLMs). Foi desenvolvido como uma iniciativa de Elon Musk em resposta direta ao surgimento do ChatGPT da OpenAI, que Musk co-fundou. O chatbot é anunciado como "ter senso de humor" e acesso direto ao X. Em 13 de agosto de 2024 foi lançada a versão Grok 2, com o lançamento da versão Grok 3 previsto para dezembro de 2024.

## Antecedentes
Em novembro de 2023, a xAI começou a apresentar uma prévia de um chatbot baseado em modelos de linguagem de grande escala (LLM) para usuários selecionados, com a participação no programa de acesso antecipado sendo limitada a usuários verificados. Foi anunciado que, uma vez que saísse do beta inicial, o bot só estaria disponível para assinantes do X Premium+.
No momento da prévia, a xAI descreveu o chatbot como "um produto beta muito inicial - o melhor que poderíamos fazer com 2 meses de treinamento" que poderia "melhorar rapidamente a cada semana que passa".

## Acesso gratuito
Depois de passar um tempo sendo disponibilizado somente para assinantes do X Premium, no início de dezembro de 2024, o Grok foi liberado para usuários gratuitos da plataforma X (anteriormente Twitter).  A versão gratuita ficou em testes na Nova Zelândia no mês anterior e foi liberada no mês seguinte para o público em geral.
A versão gratuita possui algumas limitações, dentre elas um número limitado de 10 solicitações (prompts) renovado a cada duas horas. Também é necessário que a conta tenha sido criada a mais de uma semana e exige um número de telefone vinculado. Certamente essas exigências devem ser para evitar a criação exacerbada de contas, a fim de contornar as limitações presentes no acesso gratuito.
A disponibilização gratuita do Grok, pode ser encarada como uma estratégia para aumentar a base de usuários e aumentar sua popularidade. Com o acesso realizado diretamente na plataforma X (anteriormente Twitter), o Grok se beneficiará da base de usuários já existente na rede social.

## Características
Grok é um termo que se originou no romance de ficção científica "Stranger in a Strange Land", escrito por Robert Heinlein em 1961. No livro, "grok" é uma palavra da língua marciana que significa "compreender algo tão profundamente que o observador e o objeto observado se tornam um só". Este conceito implica uma forma de entendimento intuitivo e empático, onde a pessoa não apenas conhece um assunto, mas o absorve completamente.
Este chatbot foi projetado para interagir com os usuários de maneira mais natural e intuitiva, prometendo um entendimento mais profundo das emoções humanas e da linguagem. Suas características são:
- Interação natural: O Grok é treinado para responder a uma ampla gama de perguntas e pode aprender com as interações ao longo do tempo, adaptando-se ao estilo e às preferências dos usuários.[carece de fontes?]
- Humor sarcástico: Diferente de outros chatbots, o Grok é conhecido por seu tom humorístico e sarcástico. Musk descreveu o chatbot como tendo uma "veia rebelde", capaz de responder a perguntas controversas com um toque de humor.[13]
- Acesso em tempo real: Uma das inovações do Grok é sua capacidade de acessar informações em tempo real através da plataforma X (anteriormente Twitter), permitindo que ele comente sobre eventos atuais e tendências.[14]
- Criação de imagens: Essa característica permite que os usuários solicitem a geração de imagens baseadas em descrições textuais, similar a outras ferramentas de inteligência artificial como DALL-E.[carece de fontes?]
- Modelo de assinatura: O acesso ao Grok requer uma assinatura dos planos Premium ou Premium+ do X, com preços variando entre R$ 84 a R$ 110 por mês. Isso limita seu uso a um público específico que está disposto a pagar por esse tipo de serviço.[13]

Em comparação com outros chatbots como o ChatGPT da OpenAI, o Grok se destaca por sua abordagem menos restritiva em relação a tópicos controversos. Enquanto o ChatGPT tende a evitar discussões sensíveis ou potencialmente prejudiciais, o Grok foi projetado para abordar esses assuntos com mais liberdade, embora isso possa resultar em respostas que podem ser consideradas impróprias ou provocativas.